# Grewia abutilifolia
Grewia abutilifolia är en malvaväxtart som beskrevs av W. Vent och Antoine Laurent de Jussieu. Grewia abutilifolia ingår i släktet Grewia och familjen malvaväxter. Inga underarter finns listade i Catalogue of Life.